# Pascal Thiébaut
Pascal Thiébaut (* 5. Juni 1959 in Nancy) ist ein ehemaliger französischer Leichtathlet, der im Mittel- und Langstreckenlauf an den Start ging.

## Sportliche Laufbahn und Leben
Erste internationale Erfahrungen sammelte Pascal Thiébaut vermutlich bei den Crosslauf-Weltmeisterschaften 1978 in Glasgow, bei denen er nach 24:09 min auf den 40. Platz im Juniorenrennen gelangte. 1983 schied er bei den erstmals ausgetragenen Weltmeisterschaften in Helsinki mit 3:41,51 min in der ersten Runde im 1500-Meter-Lauf aus, ehe er bei den Mittelmeerspielen in Casablanca in 3:42,64 min den achten Platz belegte. Im Jahr darauf nahm er über 1500 Meter an den Olympischen Sommerspielen in Los Angeles teil und schied dort mit 3:40,96 min im Halbfinale aus. 1986 kam er bei den Europameisterschaften in Stuttgart mit 3:40,81 min nicht über den Vorlauf hinaus und im Jahr darauf gewann er bei den Halleneuropameisterschaften in Liévin in 7:54,03 min die Bronzemedaille im 3000-Meter-Lauf hinter dem Spanier José Luis González und Dieter Baumann aus der Bundesrepublik Deutschland. Kurz darauf belegte er bei den Hallenweltmeisterschaften in Indianapolis in 8:08,82 min den siebten Platz, ehe er im Sommer bei den Freiluft-Weltmeisterschaften in Rom mit 13:38,97 min in der Vorrunde im 5000-Meter-Lauf ausschied. 1988 gelangte er bei den Olympischen Sommerspielen in Seoul mit 13:31,99 min im Finale auf den elften Platz über 5000 Meter und 1990 verpasste er bei den Europameisterschaften in Split mit 14:07,13 min den Finaleinzug. Im Jahr darauf belegte er bei den Hallenweltmeisterschaften in Sevilla in 7:47,51 min den sechsten Platz über 3000 Meter und im August schied er bei den Weltmeisterschaften in Tokio mit 3:45,18 min im Halbfinale über 1500 Meter aus. Bei den Crosslauf-Weltmeisterschaften 1992 in Boston lief er nach 37:53 min auf dem 21. Platz ein und sicherte sich in der Teamwertung die Silbermedaille hinter dem kenianischen Team und im Sommer gelangte er bei den Olympischen Spielen in Barcelona mit 13:43,39 min im Finale auf den 13. Platz über 5000 Meter. Im Jahr darauf gelangte er bei den Crosslauf-Weltmeisterschaften 1993 in Amorebieta-Etxano mit 34:43 min auf den 59. Platz im Einzelbewerb und im Juni belegte er bei den Mittelmeerspielen in Narbonne in 3:38,35 min den vierten Platz über 1500 Meter. 1994 verpasste er bei den Halleneuropameisterschaften in Paris mit 8:18,55 min den Finaleinzug über 3000 Meter und 1996 beendete er seine aktive sportliche Karriere im Alter von 37 Jahren.

## Persönliche Bestleistungen
- 1500 Meter: 3:34,08 min, 11. August 1992 in Monaco
  - 1500 Meter (Halle): 3:42,48 min, 8. Februar 1987 in Liévin
- Meile: 3:52,02 min, 21. Juli 1984 in Oslo
- 2000 Meter: 4:56,70 min, 16. Juli 1987 in Paris
- 3000 Meter: 7:42,64 min, 25. Juni 1989 in Villeneuve d'Ascq
  - 3000 Meter (Halle): 7:47,51 min, 10. März 1991 in Sevilla
- 5000 Meter: 13:14,60 min, 4. Juli 1987 in Oslo